# Pyrrosia avaratra
Pyrrosia avaratra är en stensöteväxtart som beskrevs av Rakotondr. och Peter Hans Hovenkamp.
Pyrrosia avaratra ingår i släktet Pyrrosia och familjen Polypodiaceae. Inga underarter finns listade i Catalogue of Life.